# Niño geopolítico observando el nacimiento del hombre nuevo
Niño geopolítico observando el nacimiento del hombre nuevo es una pintura de 1943 de Salvador Dalí. La pieza fue realizada durante la estancia de Dalí en los Estados Unidos entre 1940 y 1948. Se dice que es una de sus pinturas más identificables. Se trata de un hombre saliendo de un huevo mientras un adulto y un niño con ambigüedad de género observan. La obra se encuentra actualmente en exhibición en el Museo Salvador Dalí en San Petersburgo, Florida.
Dalí proporcionó algunas notas abreviadas y misteriosas sobre la obra: "Paracaídas, paranacimiento, protección, cúpula, placenta, catolicismo, huevo, distorsión terrenal, elipse biológica. La geografía cambia de piel en la germinación histórica.”

## Temas y simbolismo
El huevo es un tema habitual en la obra de Dalí. Al principio de su carrera, los huevos simbolizaban comúnmente la esperanza y el amor. Sin embargo, Niño geopolítico observando el nacimiento del hombre nuevo y otras obras posteriores imitan el huevo como símbolo cristiano de pureza y perfección. Dalí usa la "yema" amarilla que gotea del huevo para mapear el mundo en el huevo.
El hombre que emerge del huevo es el "Hombre Nuevo" al que se hace referencia en el título, y el "Niño Geopolítico" se puede ver agazapado en la esquina inferior derecha.
El Hombre Nuevo emerge del huevo donde debería estar América del Norte, rompiendo el poder creciente de los Estados Unidos y apoyando su mano en Europa para apoyar su surgimiento. América del Sur y África se agrandan en relación con Europa, lo que transmite la creciente importancia del llamado "tercer mundo".
La tela drapeada representa la placenta.
La figura andrógina a la que se aferra el niño geopolítico señala al Hombre Nuevo, mostrándole al niño el "nuevo período histórico que representará".

## Procedencia[1]
1. Galería Knoedler, Nueva York
2. Galería de arte Stuart, Boston
3. Luis E. Stern
4. Galería Richard Feignen, Chicago
5. E. y A. Reynolds Morse, Cleveland (Ohio)

## En la cultura popular
La pieza fue reproducida en la portada del disco Newborn de James Gang.